# Johan Malcorps
Johan Malcorps, né le 27 novembre 1957 à Saint-Trond est un homme politique belge flamand, membre de Groen!.
Il est licencié en philologie germanique (UFSIA/UIA) et licencié en philosophie (KULeuven). Il fut secrétaire politique national d’Agalev.

## Carrière politique
- 1995-2004 : membre du Conseil flamand
- 1999-2003 : sénateur de communauté désigné par le Conseil flamand

## Distinctions
- Chevalier de l'Ordre de Léopold (2003)